# معاملة المثليين في توفالو
يواجه الأشخاص من المثليين والمثليات ومزدوجي التوجه الجنسي والمتحولين جنسياً (اختصاراً: LGBT) في توفالو تحديات قانونية لا يواجهها غيرهم من المغايرين جنسيا. تجرم المواد 153 و 154 و 155 من قانون العقوبات النشاط الجنسي المثلي بين الذكور. هذا ينطبق أيضا على الجنس بالتراضي في الأماكن الخاصة.
تُعد توفالو موطنًا لعدد كبير من المتحوّلين جنسياً، يدعى «بينابينايين» (بالإنجليزية: pinapinaaine)‏، الذي كان يلعب تاريخياً أدوارًا مجتمعية ومنزلية معينة.
في عام 2011، وقعت توفالو البيان المشترك بشأن إنهاء أعمال العنف وانتهاكات حقوق الإنسان ذات الصلة القائمة على التوجه الجنسي والهوية الجندرية في الأمم المتحدة، التي تدين العنف والتمييز ضد المثليين.

## تاريخ
كانت توفالو، مثلها مثل بقية بولينيزيا، متسامحة للغاية مع المثلية الجنسية والمتحولين جنسياً قبل وصول الأوروبيين والمسيحية. كانن ازدواجية التوجه الجنسي شائعة أيضًا بين الجزر، حيث احتفظ العديد من ملوك الجزر بالشركاء الذكور والإناث في أكواخهم الملكية للعلاقات الجنسية.
يطلق على الناس، الذين يولدون كذكور، ولكنهم يعيشون ويتصرفون كنساء اسم «بينابينايين» (بالإنجليزية: pinapinaaine)‏ في توفالو، وكان لهم تاريخياً أدوارًا اجتماعية معينة، مثل نسج السلال. كانوا معروفين أيضا لمواهبهم في الرقص. في الوقت الحاضر، لا يزال وجود ال«بينابينان» حاضرا في توفالو.

## قانونية النشاط الجنسي المثلي
يحظر قانون العقوبات الجماع المثلي الذكور. ووفقاً لوزارة الخارجية الأمريكية، لم ترد أي تقارير عن ملاحقة البالغين بموجب هذه الأحكام. يحدد سن الرضا للعلاقات الجنسية المغايرة والعلاقات الجنسية بين المثليات من الإناث على 15 عاما.

### قانون العقوبات
القسم 153: المخالفات غير الطبيعية
أي شخص - (أ) يرتكب السدومية مع شخص آخر أو مع حيوان؛ أو (ب) يسمح لشخص من الذكور بممارسة السدومية معه، يكون مذنبا بارتكاب جناية، ويكون عرضة للسجن لمدة 14 عاما.
القسم 154: محاولات ارتكاب مخالفات غير طبيعية وهتك العرض
أي شخص يحاول ارتكاب أي من الجرائم المنصوص عليها في البند السابق، أو مذنب بأي اعتداء بنية ارتكابها، أو أي اعتداء غير لائق على أي شخص ذكر، يكون مذنباً بجناية، ويستحق بالسجن لمدة 7 سنوات.
المادة 155: الممارسات غير اللائقة بين الذكور
أي شخص ذكر، سواء كان علنياً أو خاصاً، ارتكب عملاً فاضحاً مع شخص ذكر آخر، أو قام بشراء شخص ذكر آخر لارتكاب أي فعل فاحش معه، أو محاولة الحصول على أي فعل من هذا القبيل من قبل أي رجل. يكون الشخص مع نفسه أو مع شخص ذكر آخر، سواء كان علنياً أو خاصاً، مذنباً بجناية، ويكون عرضة للسجن لمدة 5 سنوات.

## إحصائيات
ووفقاً لدراسة أجريت في عام 2005، كان حوالي 14% من الشبان التوفاليين الذين تتراوح أعمارهم بين 15 و 24 سنة قد مارسوا الجنس مع شريك ذكر في وقت ما من حياتهم.
ووفقاً لتقديرات عام 2017 لبرنامج الأمم المتحدة المشترك لفيروس نقص المناعة البشرية/الإيدز، كان هناك حوالي 300 رجل يمارسون الجنس مع الرجال (MSM) في البلد، ونحو 40 شخصاً من «بينابينايين» (المتحولين جنسياً).

## ملخص
| قانونية النشاط الجنسي المثلي                                                             | (للذكور، لايتم تطبيقه) / (للإناث)                |
| المساواة في السن القانوني للنشاط الجنسي                                                  | (للذكور، لايتم تطبيقه) / (للإناث)                |
| قوانين مكافحة التمييز في التوظيف                                                         | No                                               |
| قوانين مكافحة التمييز في توفير السلع والخدمات                                            | No                                               |
| قوانين مكافحة التمييز في جميع المجالات الأخرى (تتضمن التمييز غير المباشر، خطاب الكراهية) | No                                               |
| قوانين جرائم الكراهية تشمل التوجه الجنسي والهوية الجندرية                                | No                                               |
| زواج المثليين                                                                            | No                                               |
| الاعتراف القانوني بالعلاقات المثلية                                                      | No                                               |
| تبني أحد الشريكين للطفل البيولوجي للشريك الآخر                                           | No                                               |
| التبني المشترك للأزواج المثليين                                                          | No                                               |
| يسمح للمثليين والمثليات ومزدوجي التوجه الجنسي بالخدمة علناً في القوات المسلحة             | دولة بدون جيش                                    |
| الحق بتغيير الجنس القانوني                                                               |                                                  |
| علاج التحويل محظور على القاصرين                                                          | No                                               |
| الحصول على أطفال أنابيب للمثليات                                                         | No                                               |
| الأمومة التلقائية للطفل بعد الولادة                                                      | No                                               |
| تأجير الأرحام التجاري للأزواج المثليين من الذكور                                         | (محظور لجميع الأزواج بغض النظر عن التوجه الجنسي) |
| السماح للرجال الذين مارسوا الجنس الشرجي بالتبرع بالدم                                    | No                                               |